# Johannes Scottus Eriugena

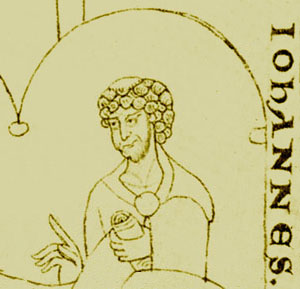
Darstellung Eriugenas in der Handschrift Paris, Bibliothèque Nationale, Lat. 6734

Johannes Scottus Eriugena (* im frühen 9. Jahrhundert in Irland; † im späten 9. Jahrhundert in Westfrankreich oder im Königreich Wessex) war ein Gelehrter irischer Herkunft, der im Westfrankenreich als theologischer und philosophischer Schriftsteller hervortrat und als Lehrer der Sieben Freien Künste tätig war. Er lebte am Hof Karls des Kahlen, dessen Hofdichter er war.
Mit seinen guten, wenn auch nicht hervorragenden Griechischkenntnissen war Eriugena unter den Gelehrten seiner Zeit eine Ausnahmeerscheinung. Als Übersetzer und Kommentator leistete er einen gewichtigen Beitrag zur Verbreitung griechischen Gedankenguts aus der Epoche der Kirchenväter im lateinischsprachigen Westen. Damit stärkte er zugleich den Einfluss des Neuplatonismus in der abendländischen Geistesgeschichte. Mit seinem Bemühen um eine durchdachte, logisch einwandfreie Vorgehensweise in der theologischen Argumentation nahm er Entwicklungen der hoch- und spätmittelalterlichen Scholastik vorweg. Bei seinen Zeitgenossen erregte er damit und mit seiner allegorischen statt historischen Bibelauslegung Anstoß. Seine kühnen Thesen wurden wiederholt kirchlich verurteilt.

## Name
Im Frühmittelalter bezeichnete der lateinische Begriff Scottus einen Skoten. Unter Skoten verstand man sowohl die Iren als auch den irischstämmigen Teil der Bevölkerung des heutigen Schottland. Scottus war eher eine Herkunftsbezeichnung als ein Eigenname. Von seinen Zeitgenossen wurde Johannes meist Johannes Scot(t)us, vereinzelt auch Scotigena genannt. Er selbst nannte sich gewöhnlich einfach Johannes, nur einmal Johannes Eriugena („der in Irland Geborene“). Das Wort Eriugena schuf er selbst in Analogie zum antiken Graiugena („griechischstämmig“, „Grieche“), das unter anderem bei Vergil vorkommt. Ériu heißt eine Gestalt der keltischen Mythologie und ist die altirische Namensform für Irland (neuirisch: Éire). Scottus Eriugena ist somit eine pleonastische Verdoppelung der Herkunftsbezeichnung. Sie stammt nicht von Johannes, sondern wurde erst 1632 von Erzbischof James Ussher eingeführt, der noch die Variante Erigena verwendete. Die Namensformen Erigena und Ierugena, die in hoch- und spätmittelalterlichen Handschriften auftauchen, sind nicht authentisch und sprachlich unrichtig.

## Leben

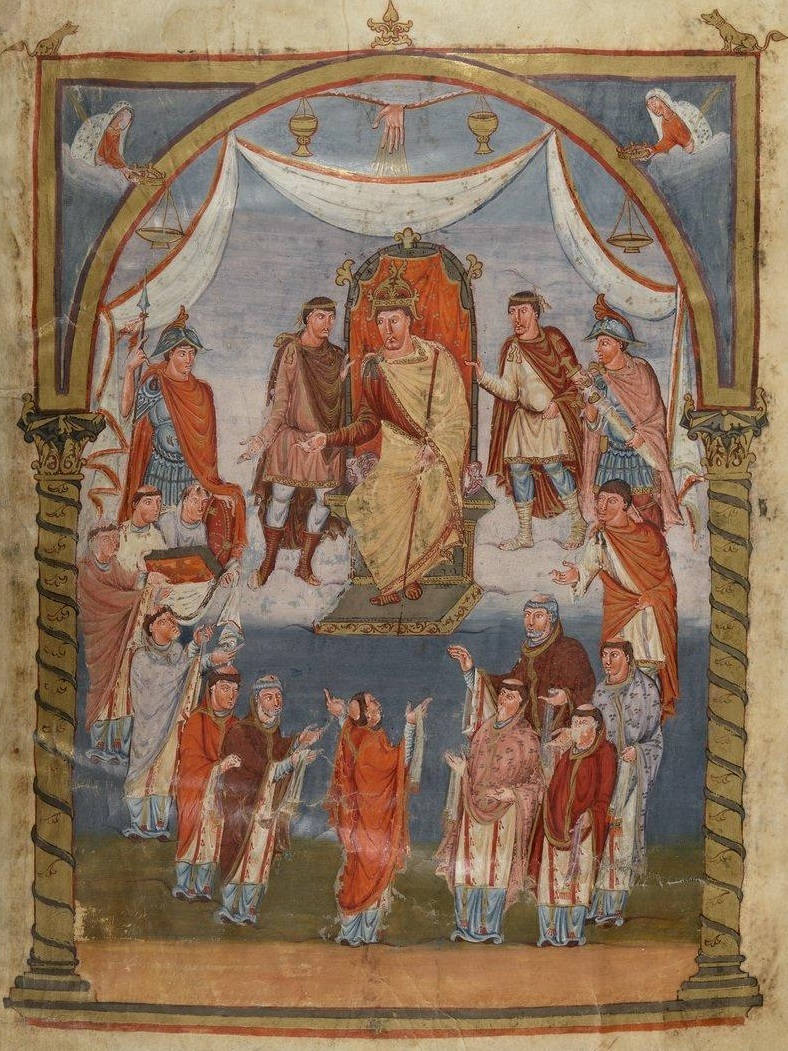
Bildnis Karls des Kahlen, Handschrift Paris, Bibliothèque Nationale, Lat. 1 (Vivian-Bibel, 9. Jahrhundert)

Eriugenas Lehre ist aus seinen Werken gut bekannt, über sein Leben hingegen weiß man wenig. Er war einer der aus Irland stammenden Gelehrten, die in der Zeit der Karolinger ins Westfrankenreich auswanderten und dort als Lehrer und Schriftsteller zur damaligen Kulturblüte beitrugen. In den Quellen wird er erstmals in den Jahren vor der Mitte des 9. Jahrhunderts greifbar: Prudentius von Troyes, der 843/844 Bischof von Troyes wurde, hatte zuvor zu seinen Schülern gehört. Zeitweilig unterrichtete er in Laon; mit dem Leiter der dortigen Kathedralschule, dem ebenfalls aus Irland stammenden Martin von Laon (Martinus Hibernensis), arbeitete er eng zusammen. 850/851 ist er am Hof König Karls des Kahlen bezeugt; dort hielt er sich offenbar lange auf. Ein kirchliches Amt bekleidete er anscheinend nie, obwohl er Theologe war.
Auch am Hof Karls war er als Lehrer tätig. Er erteilte Unterricht in den Sieben Freien Künsten, schrieb Gelegenheitsgedichte anlässlich besonderer Ereignisse und übernahm anspruchsvolle Aufgaben, für deren Erfüllung seine ungewöhnliche Gelehrsamkeit benötigt wurde. Als einer der sehr wenigen Gelehrten im Westfrankenreich, die über relativ gute Griechischkenntnisse verfügten, wurde er vom König beauftragt, theologisches Gedankengut aus der Epoche der Patristik durch Übersetzung aus dem Griechischen ins Lateinische der lateinischsprachigen Gelehrtenwelt zugänglich zu machen.
In den damals tobenden Theologenstreit um die Prädestination, die göttliche Vorhersehung, griff er auf Wunsch des Königs und im Auftrag des Erzbischofs Hinkmar von Reims ein, indem er ein Gutachten verfasste. Das 850/851 erstellte Gutachten erregte jedoch durch die darin vertretenen unkonventionellen Ansichten Anstoß. Daher distanzierte sich Hinkmar davon, und zwei Kirchenversammlungen, die Synode von Valence (855) und die Synode von Langres (859), verurteilten Eriugenas Vorgehensweise und einzelne seiner Auffassungen. Beide Synoden tagten außerhalb des Reichs Karls des Kahlen, der Eriugena seine Gunst nicht entzog, sondern ihn offenbar gegen die Angriffe deckte. Seine Ansichten änderte Eriugena nach der Verurteilung nicht.
Zeitpunkt und Umstände seines Todes sind unbekannt. Eine Legende, wonach er nach England auswanderte und dort ermordet wurde, ist nach heutigem Forschungsstand nicht glaubwürdig, wenn auch ein historischer Kern dieser Überlieferung nicht mit Sicherheit auszuschließen ist.

## Werke
Eriugenas Werke spiegeln seine drei wichtigsten Tätigkeitsbereiche: Unterricht in den Freien Künsten, Theologie (einschließlich der Übersetzung griechischer theologischer Literatur) und Philosophie (systematische Darlegung seiner Metaphysik und Naturphilosophie). Nebenbei verfasste er Gelegenheitsgedichte.

### Kommentar zur Enzyklopädie des Martianus Capella
Seinem Unterricht in den Freien Künsten legte Eriugena ein spätantikes Handbuch zugrunde, die Enzyklopädie De nuptiis Philologiae et Mercurii („Die Hochzeit der Philologie mit Merkur“) des römischen Gelehrten Martianus Capella. Dieses Kompendium hatte schon im 6. Jahrhundert der prominente Gelehrte Cassiodor für den Anfängerunterricht empfohlen. Im Frankenreich hatte jedoch die lateinische Bildung in der Zeit der Merowingerkönige einen Tiefstand erreicht, dessen Folgen auch noch unter den frühen Karolingern spürbar waren. Dies war ein Hindernis für die Verwendung von Martianus’ sprachlich und inhaltlich anspruchsvollem Werk im Schulunterricht. De nuptiis war bereits zur Zeit Karls des Großen im Frankenreich bekannt, aber erst Eriugena und Martin von Laon schufen die Voraussetzungen dafür, dass das Werk sich im Unterricht durchsetzen konnte und zum maßgeblichen Lehrbuch der Freien Künste in der Grundausbildung wurde. Zunächst bemühte sich Eriugena um die Herstellung eines zuverlässigen Textes anhand der ihm vorliegenden handschriftlichen Überlieferung. Dann schrieb er einen Kommentar dazu, die Annotationes in Martianum.

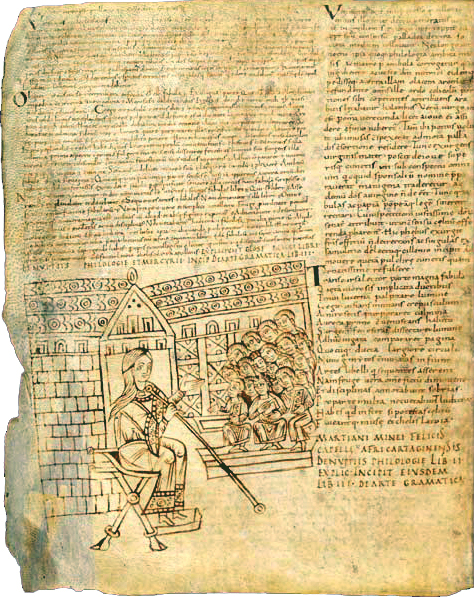
Seite einer Martianus-Handschrift, 10. Jahrhundert, Paris, Bibliothèque Nationale, Lat. 7900 A

Unter Philologie versteht Martianus die gesamte Gelehrsamkeit, gemeint ist nicht wie heute speziell Sprach- und Literaturwissenschaft. Die personifizierte Philologie ist bei ihm eine sterbliche Jungfrau, die durch ihre Heirat mit dem Gott Merkur unter die Götter aufgenommen und damit unsterblich wird. In seinem Kommentar interpretiert Eriugena die mythische Rahmenhandlung von De nuptiis, die Hochzeit Philologias mit Merkur, im Sinne einer möglichen Vergöttlichung des Menschen durch Beseitigung seiner Unwissenheit. Er deutet die Hochzeit als Symbol für eine menschliche Erfahrung, deren philosophischen Gehalt er christlich formuliert. Seiner Ansicht zufolge kann der Mensch, der seinem Wissensstreben folgend die Freien Künste studiert, damit Zugang zu einer zuverlässigen Erkenntnis der Wirklichkeit gewinnen und sich Wissen um den Sinn von allem aneignen. Dazu gehört Kenntnis der Natur und ihrer Phänomene, insbesondere der vier Elemente, sowie Einsicht in die dem Kosmos zugrunde liegende Weltharmonie, die sich in den Gestirnbewegungen zeigt. Durch das Verständnis der Ordnung des Kosmos gelangt der Wissensdurstige zur Einsicht, dass Gott sein Ursprung und daher die Rückkehr zu Gott sein Ziel ist und sein Glück bedeutet. Indem er diese Richtung einschlägt, wird der Philosoph weise und insofern gottähnlich; somit kann er auf dem Weg der Weisheitssuche schließlich im Sinne der christlichen Erlösungsvorstellung sein Heil erlangen. Dieser Gewinn einer göttlichen Qualität entspricht der mythischen Erhebung Philologias unter die Unsterblichen bei Martianus, denn Philologia hat sich durch ihre Weisheitsliebe als würdig erwiesen, die Braut des Gottes zu werden.
Das von einem starken Optimismus getragene Konzept Eriugenas von Sinn und Zweck der Bildung und Wissenschaft ist aber nicht mit einer Fortschrittsidee verbunden. Vielmehr meint er, die gelehrten Weisen des Altertums hätten den Kosmos bereits vollständig erforscht, und aus der Gesamtheit ihrer Einzelerkenntnisse lasse sich dessen Beschaffenheit erschließen. Unter anderem sei auch die Ausdehnung des Universums erkennbar. Eigene Naturbeobachtungen stellt er daher nicht an, sondern vergleicht nur kritisch die ihm zugänglichen einschlägigen Schriften der Antike.
Unter den einzelnen Disziplinen der Sieben Freien Künste nimmt die Logik als formale Grundlage der übrigen sechs Fächer bei Eriugena eine hervorgehobene Stellung ein. Sie ist für ihn die „Mutter der Künste“. Er demonstriert die wissenschaftliche Leistungskraft dieses bisher nur zum überlieferten Bildungsgut zählenden und weitgehend unverstandenen Instruments. Damit steht er am Anfang der mittelalterlichen Logiktradition.

### Gutachten zur Prädestination
Am Streit um die Prädestination war Eriugena anfänglich nicht beteiligt. Der Theologe Gottschalk von Orbais hatte die These vertreten, es gebe eine „doppelte Prädestination“. Er meinte, Gott habe die einzelnen Menschen von Anfang an entweder für den Himmel oder für die Hölle vorherbestimmt, somit könne man dem bereits festgelegten Schicksal nicht entgehen. Diese deterministische Auffassung kollidierte mit der kirchlichen Lehre vom freien Willen. Diese besagte, das künftige Schicksal der Individuen im Jenseits sei zwar Gott wegen dessen Vorauswissens schon jetzt bekannt, doch sei es nicht Ergebnis einer Vorentscheidung Gottes, sondern der Entscheidungen, die der betreffende Mensch selbst aufgrund seines freien Willens zu Lebzeiten getroffen und umgesetzt habe. Gottschalks Prädestinationslehre, die er predigend verbreitete, führte zu seiner Verurteilung als Häretiker; er wurde verhaftet. Der zuständige Metropolit (Erzbischof) Hinkmar von Reims legte Wert auf eine theologische Untermauerung dieser Maßnahmen. Im Einvernehmen mit dem König beauftragte er daher den Hofgelehrten Eriugena, ein Gutachten zu erstellen, das der Rechtfertigung des Vorgehens gegen den als eigenwillig bekannten Gottschalk dienen sollte. Für diese Aufgabe schien der Ire als Fachmann für Logik und als Kenner der richtungweisenden Theologie des spätantiken Kirchenvaters Augustinus geeignet.
In dem Gutachten De divina praedestinatione („Über die göttliche Vorherbestimmung“) kam Eriugena wie vom Auftraggeber gewünscht zum Ergebnis, dass Gottschalks Standpunkt unlogisch und häretisch sei. Er begnügte sich jedoch nicht mit Argumenten zur Widerlegung der gegnerischen Position, sondern trug seinerseits provozierende Ansichten vor, ohne dass der Zweck des Gutachtens dies erforderte. So deutete er den Sündenfall, das Jüngste Gericht und die Bestrafung von Übeltätern in der Hölle nicht als äußerliche, objektive Vorgänge im Ablauf der Heilsgeschichte, sondern als subjektive Erlebnisse im Bewusstsein der davon betroffenen Individuen. Das Höllenfeuer fasste er nicht als physisches Leiden auf, das Gott den Höllenbewohnern zufügt, sondern als eine Qual, die der Betroffene sich selbst verursacht, indem er einerseits weiterhin sein wahres Glück anstrebt, andererseits aber nicht mehr von seinen verderblichen Gewohnheiten loskommt, die ihn daran hindern, dieses Ziel zu erreichen. Gegen die Annahme einer Vorherbestimmung zur Verdammnis argumentierte Eriugena, sie sei mit der Einfachheit Gottes unvereinbar. Er meinte, Gott könne nicht nur kein Übel wollen und herbeiführen, sondern könne ein Übel nicht einmal kennen, denn Gott sei Existenz, das Übel aber etwas Nichtseiendes, das mangels Existenz für Gott nicht in Betracht komme. Daher könne Gott niemand bestrafen und eine Bestrafung weder vorherbestimmen noch vorhersehen.
Eriugena nutzte die Gelegenheit zur Erprobung seiner Vorgehensweise im Beweisverfahren.
Seine Methode besteht aus drei Schritten. Zuerst wird gezeigt, dass die Behauptung, die überprüft werden soll, tatsächlich der Bibel als der Quelle der Wahrheit schlechthin entnommen ist. Im zweiten Schritt vergewissert man sich, den Sinn richtig verstanden zu haben, indem man die spezielle Aussage der Bibelstelle mittels der Logik in eine allgemeingültige Form bringt. In dieser Formulierung muss sie eindeutig, widerspruchsfrei und stichhaltig sein. Es muss gezeigt werden, dass die allgemeine Aussage sich als notwendige Konsequenz aus der biblischen ergibt. Allgemeingültigkeit und logisch einwandfreie Darlegung sind die entscheidenden Wahrheitskriterien. Schließlich wird im dritten Schritt die Übereinstimmung der für wahr befundenen Aussage mit den Lehren der Kirchenväter und damit ihre theologische Unbedenklichkeit aufgezeigt. Eriugena betont, es sei zuerst die Aussageabsicht zu bestimmen und dann erst nach dem Sinn der Aussage zu fragen.
Es war im Frühmittelalter üblich, Meinungen mit einem einfachen Autoritätsbeweis zu rechtfertigen oder zu bekämpfen, indem man zu zeigen versuchte, dass sie Aussagen der Bibel, der Kirchenväter und der Konzilien entsprechen bzw. widersprechen. Eriugena gibt sich damit nicht zufrieden. Diese Neuerung macht den von seiner Umwelt als revolutionär und anstößig empfundenen Aspekt seines Auftretens aus. Am Autoritätsbeweis hält er zwar fest, doch ist dies für ihn nur der letzte, bestätigende Schritt, der eine bereits anderweitig erfolgte Urteilsfindung abrunden soll. Mit dieser Vorgehensweise wird der Folgerichtigkeit der inhaltlichen Argumentation die eigentliche Beweislast aufgebürdet und die Bedeutung der Berufung auf Autoritäten stark reduziert.

### Theologische Übersetzungen und Kommentare
Nach der Affäre um das Prädestinationsgutachten griff Karl der Kahle Eriugenas Anregung auf, zur Klärung theologischer Fragen griechische patristische Quellen zu erschließen. Er beauftragte den Iren, die vorhandene lateinische Übersetzung der Schriften des Pseudo-Dionysius Areopagita, des „Corpus Dionysiacum“, zu überarbeiten und in eine verständlichere Form zu bringen. Dabei handelt es sich um Werke eines spätantiken, neuplatonisch orientierten Theologen, der damals in höchstem Ansehen stand, da man ihn für einen direkten Schüler des Apostels Paulus hielt. Eine Handschrift des Corpus war als Geschenk des byzantinischen Kaisers an den Hof Kaiser Ludwigs des Frommen gelangt. Ludwig hatte sie 827 dem Kloster Saint-Denis geschenkt, dessen Abt Hilduin eine erste Übersetzung anfertigte. Hilduins Arbeit wurde offenbar als unzulänglich empfunden; daher erhielt Eriugena den Auftrag zur Überarbeitung. Dabei hielt er sich (wie viele mittelalterliche Übersetzer aus dem Griechischen) meist eng an den Wortlaut der Vorlage, den er wortgetreu wiederzugeben versuchte; nur gelegentlich wagte er aus inhaltlichen Gründen Konjekturen. Daher fiel seine lateinische Fassung sprachlich unbeholfen aus. Schon die griechische Handschrift, die ihm zur Verfügung stand, wies Textlücken auf und war fehlerhaft; hinzu kamen eigene Fehler Eriugenas, mit denen er Hilduins Text stellenweise sogar noch verschlechterte. Immerhin achtete Eriugena im Sinne seiner Forderung nach terminologischer Klarheit darauf, gleiche Wörter stets gleich zu übertragen. Angesichts der inhaltlichen Schwierigkeiten, die der anspruchsvolle Stoff bereitete, schrieb er einen Kommentar zur Schrift Über die himmlische Hierarchie des Pseudo-Dionysius. Darin geht er seine Übersetzung Satz für Satz durch und erörtert auch andere Übersetzungsmöglichkeiten.
Bei der Arbeit am Corpus Dionysiacum stieß Eriugena auf Schriften von Maximus Confessor, eines sehr angesehenen griechischen Theologen des 7. Jahrhunderts, der viel zur Verbreitung der Gedanken des Pseudo-Dionysius im Osten beigetragen hatte. Er übersetzte Maximus’ Hauptwerke, die Ambigua und die Quaestiones ad Thalassium. Ferner stammt von ihm eine lateinische Übersetzung der Schrift Peri kataskeuḗs anthrōpou des griechischen Kirchenvaters Gregor von Nyssa, die er lateinisch De imagine („Über das Abbild“) betitelte.
Zudem legte Eriugena den Prolog des Johannesevangeliums in einer Homilie aus. Außerdem schrieb er einen Kommentar zu dem Evangelium, der aber in der erhaltenen Fassung nur einzelne Abschnitte behandelt, möglicherweise weil das Werk unvollendet blieb oder die einzige erhaltene Handschrift den Text unvollständig überliefert. Auch hier betont er die Bedeutung einer wissenschaftlichen Exegese, an die er den Anspruch stellt, dass sie den Wahrheitsgehalt des kommentierten Textes nicht nur den Gläubigen, sondern jedem vernünftig Denkenden zu erschließen habe.

### Periphyseon

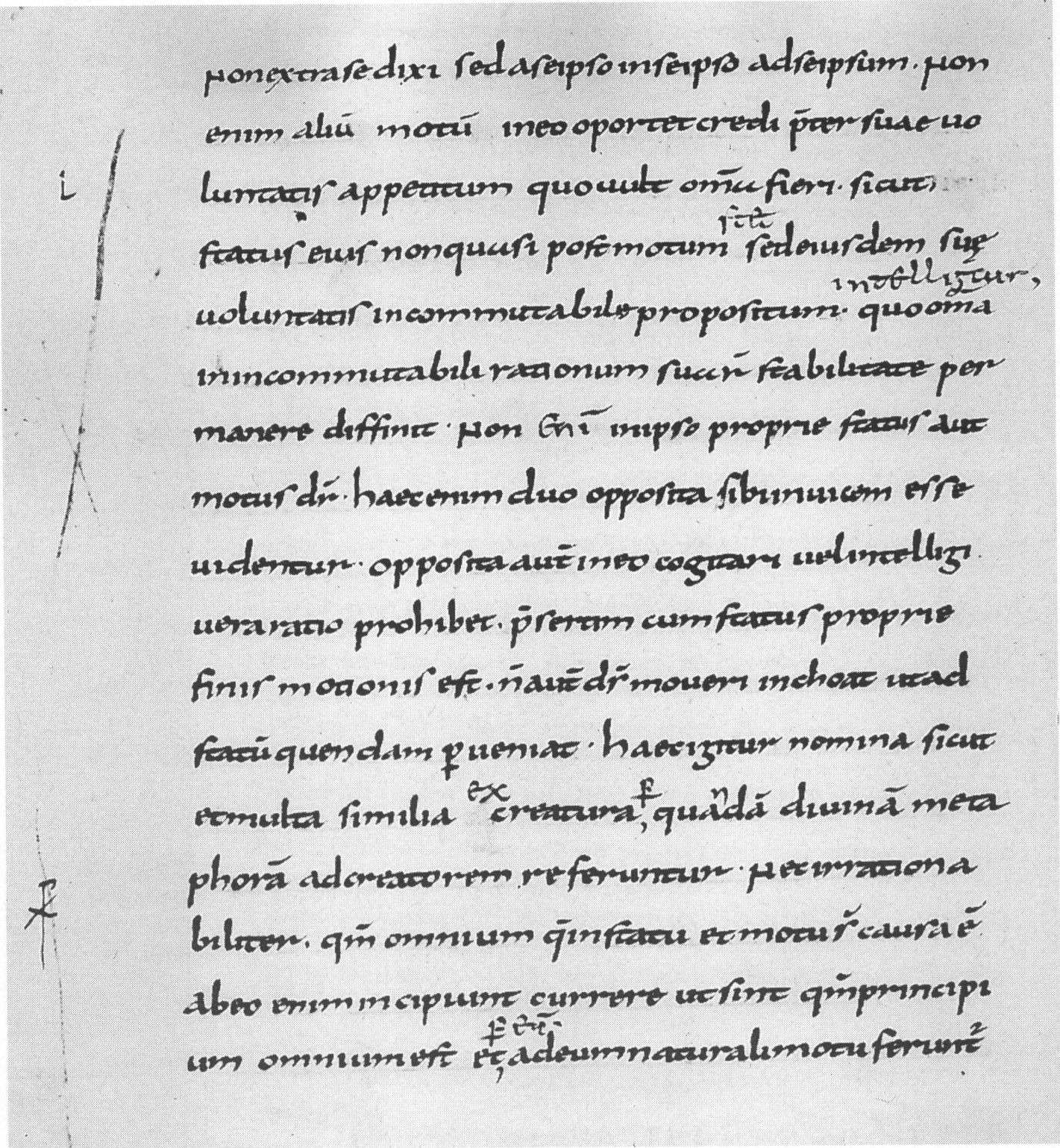
Periphyseon in der Handschrift Reims, Bibliothèque municipale, 875, fol. 15v. Der Codex ist vermutlich teilweise ein Autograph.

Seite einer Periphyseon-Handschrift, 9. Jahrhundert, Staatsbibliothek Bamberg

Eriugena gab seinem Hauptwerk den griechischen Titel Periphyseon (Περὶ φύσεων, „Über Naturen“); der lateinische Titel De divisione naturae ist nicht authentisch und erst im 12. Jahrhundert belegt. Unter „Natur“ versteht er nicht nur die Schöpfung, sondern die gesamte Wirklichkeit, also auch Gott. Das Thema der in fünf Bücher gegliederten Schrift ist die im Kosmos bestehende Weltordnung und insbesondere das Verhältnis zwischen Schöpfer und Schöpfung. Periphyseon ist als Dialog zwischen einem Lehrer und seinem Schüler gestaltet. Wie in seinen anderen Werken geht der Autor auch hier von seiner Überzeugung aus, die Wahrheit lasse sich wissenschaftlich ermitteln und dann auf eindeutige Weise so überzeugend einsichtig machen, dass alle Kontroversen überflüssig werden. Allerdings schränkt er diese Annahme insofern ein, als er bei theologischen Aussagen betont, deren Wahrheit lasse sich nicht restlos, sondern nur annäherungsweise begreifen. Es lasse sich dort nur feststellen, wie „wahrscheinlich“ (verisimile) eine Aussage sei. Das Kriterium der „Wahrscheinlichkeit“ ist für Eriugena die Vernünftigkeit des methodischen Vorgehens und die Schlüssigkeit der Argumentation. Gemeint ist nicht Wahrscheinlichkeit im modernen Sinn, sondern das Ausmaß, in dem eine Aussage den betreffenden Sachverhalt angemessen erfasst.
In Periphyseon geht Eriugena nach dem schon im Prädestinationsgutachten erprobten exegetischen Dreischrittverfahren vor. Nachdem er in den ersten beiden Schritten vom Wortlaut einer biblischen Aussage zu deren allgemeingültigem Gehalt vorgedrungen ist, führt er die Äußerungen der Kirchenväter an, welche die Übereinstimmung seiner Auslegung mit den Lehren der kirchlich anerkannten Autoritäten erweisen sollen. Da die Einsichten der Kirchenväter mit Hilfe des Denkvermögens gewonnen wurden, hält er sie für überprüfbar; somit steht aus seiner Sicht das Denkvermögen über der Autorität der patristischen Autoren. Daher scheut er sich nicht, Autoritäten wie Augustinus gelegentlich zu widersprechen.
Als Ausgangspunkt wählt er den Anfang der Bibel, die ersten drei Kapitel des Buches Genesis. Dort sind nach seinem Verständnis vier Befindlichkeiten des Menschen dargestellt. Den Anfang bildet das Dasein im Paradies als Zustand des glücklichen Menschen, der Gott kennt und liebt. Es folgt der Sündenfall als Verzicht des Menschen auf die ihm angebotene Gotteskenntnis. An dritter Stelle schließt sich daran die Vertreibung aus dem Paradies an, die Eriugena als Beschränkung auf Weltkenntnis interpretiert. Die (aus dem Genesis-Text herausgelesene) Verheißung der Erlösung versteht er als Ankündigung einer Wiedererlangung der allein glücklich machenden Gotteskenntnis; er bezieht sie auf den definitiven Heilszustand als vierte und letzte der menschlichen Befindlichkeiten. Die Deutung der so aufgefassten Etappen der biblischen Menschheitsgeschichte bietet ihm den Rahmen für eine umfassende Darlegung seiner Theologie, Kosmologie und Anthropologie.

### Priscian-Kommentar
Wahrscheinlich ist Eriugena der Verfasser eines Kommentars zu den ersten 16 Büchern der Institutiones grammaticae des spätantiken Grammatikers Priscian. Dieser Kommentar wurde erst in den 1990er Jahren in einer Handschrift aus dem 11. Jahrhundert in Barcelona entdeckt. Er ist dort anonym überliefert, doch sprechen gewichtige Indizien für die Verfasserschaft des irischen Gelehrten. Ferner ist ein Fragment des Kommentars in einer Leidener Handschrift des 9. Jahrhunderts erhalten, die aus Eriugenas Besitz stammt. Es handelt sich – abgesehen von einem nur fragmentarisch überlieferten Kommentar des Sedulius Scottus – um den einzigen erhaltenen systematischen Priscian-Kommentar aus der Karolingerzeit; die Kommentierung der Institutiones grammaticae erfolgte damals in der Regel in Form von Glossen.

### Gedichte
Eriugena verfasste kleine lateinische und vereinzelt auch griechische Gelegenheitsgedichte. 25 sicher authentische und 16 möglicherweise echte sind erhalten geblieben. Anscheinend übte er die Funktion eines Hofdichters aus; teilweise sind die Gedichte als Auftragswerke kenntlich gemacht. Eriugena scheute sich nicht, in einem an den König gerichteten Gedicht seine Enttäuschung darüber auszudrücken, dass der Herrscher ihm für Verse, die er ihm unlängst gewidmet hatte, nicht die erwartete Belohnung zukommen ließ. Daraus ist ersichtlich, dass er ein Gewohnheitsrecht des Dichters auf Honorar in Anspruch nahm. Ein solcher Anspruch wurde – soweit bekannt – im Frühmittelalter nur von Iren erhoben.
Eriugenas poetische Werke sind teils in Distichen, teils in Hexametern abgefasst. Das umfangreichste und bekannteste von ihnen, Aulae sidereae, besteht aus 101 Hexametern. Manche handeln von theologischen Themen, in anderen rühmt er den König oder die Königin. Ein hervorstechendes Merkmal ist seine Gewohnheit, in die lateinischen Verse griechische Wörter einzustreuen und so auch mittels der Poesie seine Bildung ins Licht zu rücken. Dabei sind ihm allerdings im Griechischen Fehler unterlaufen. Auch in der lateinischen Prosodie zeigt er Schwächen, doch verfügt er über einen reichhaltigen Wortschatz und vermag poetische Stilmittel geschickt einzusetzen. Gern beginnt Eriugena mit einer Darstellung himmlischer Gegebenheiten und endet mit der Betrachtung irdischer Verhältnisse. Dabei stellt die Liturgie das Bindeglied zwischen den beiden Bereichen dar, deren Zusammenhang durch diese "abwärtsgerichtete" Struktur verdeutlicht werden soll.

### Angebliche Boethius-Kommentierung
Im 20. Jahrhundert ist wiederholt versucht worden, für anonym überlieferte Kommentare zu Werken des Boethius − De consolatione philosophiae und Opuscula sacra – Eriugenas Autorschaft plausibel zu machen. Diese Versuche sind gescheitert.

## Lehre
Die Hauptquelle für Eriugenas Lehre ist Periphyseon, wo er seine theologischen und philosophischen Überzeugungen und sein Welt- und Menschenbild umfassend darlegt. Seine Theologie ist von seiner Nähe zum Neuplatonismus und zur Denkweise der neuplatonisch orientierten griechischen Kirchenväter geprägt. In verschiedenen kontroversen Fragen gibt er der griechischen Tradition gegenüber der Autorität des Augustinus den Vorzug. Diese Haltung äußert sich unter anderem in seiner Betonung der Einheit Gottes. So nimmt er im damals bereits aktuellen Streit um das Filioque für die griechische Seite und gegen die fränkischen Theologen Partei; er meint, der Heilige Geist gehe nur vom Vater und nicht auch vom Sohn aus.
Der Einfluss der neuplatonischen Tradition zeigt sich insbesondere in Eriugenas Vorstellung eines stufenweisen Hervorgangs der Welt aus der Gottheit und einer daraus folgenden hierarchischen Ordnung von Ebenen der Wirklichkeit (Hypostasen). Im Rahmen dieser Ordnung übernimmt Eriugena auch das antike neuplatonische Konzept einer Weltseele, die er als Prinzip aller Bewegung betrachtet.

### Die Natur als Gesamtwirklichkeit
Mit dem Begriff „Natur“ bezeichnet Eriugena die gesamte Wirklichkeit, also Gott und die Welt, die seienden und die nichtseienden Dinge. Hinsichtlich der grundlegenden Unterscheidung zwischen seiend und nichtseiend unterscheidet er fünf Arten des Seins bzw. Nichtseins. An erster Stelle nennt er die Einteilung, nach der das durch Sinneswahrnehmung oder gedanklich Erfassbare als seiend bezeichnet wird, während das, was den Sinnen und auch dem Intellekt unzugänglich ist, nichtseiend genannt wird. Das Einteilungskriterium ist somit die Aufnahmefähigkeit des menschlichen Geistes (animus). Das Nichtseiende ist infolge seiner Vorzüglichkeit (excellentia suae naturae) unerkennbar und somit dem Seienden überlegen. Eine privative (bloß ein Fehlen ausdrückende) Verwendung des Begriffs Nichtsein hält Eriugena grundsätzlich für unzulässig; Nichtsein bedeutet für ihn niemals Abwesenheit von Sein im Sinne eines Mangels an Substanzen oder Akzidenzien.

Darstellung der Weltordnung nach Eriugenas Periphyseon in der Handschrift Paris, Bibliothèque Nationale, Lat. 6734

Die als Gesamtwirklichkeit verstandene Natur unterwirft er im Periphyseon (deutsch: Über die Einteilung der Natur) einer Analyse. Dabei legt er zunächst Unterscheidungen allgemeinster Art zugrunde: die aktive und die passive Rolle in einem Vorgang (erschaffend/erschaffen) und das Einteilungsprinzip „etwas Bestimmtes sein“/„etwas Bestimmtes nicht sein“. Aus den vier Möglichkeiten, diese Elemente miteinander zu kombinieren, ergeben sich die vier Bestandteile, in die Eriugena die Gesamtwirklichkeit zerlegt: die schaffende und selbst unerschaffene Natur, die schaffende und erschaffene Natur, die erschaffene und nicht erschaffende Natur und die weder schaffende noch erschaffene Natur. Die erste Natur ist Gott in seiner Eigenschaft als Ursache von allem. Die zweite Natur sind die Ursachen, aus denen die einzelnen Objekte der materiellen Welt hervorgehen, nämlich die den Einzeldingen zugrunde liegenden, von Gott stammenden Ideen. Die dritte Natur sind die unter den Bedingungen von Zeit und Raum entstehenden Dinge, die nur durch Teilhabe an ihren Ursachen existieren. Die vierte Natur ist Gott, insoweit er als Ziel der Heilsgeschichte erstrebt wird, also nicht als Schöpfer, sondern als derjenige, der jenseits von Raum und Zeit alles in höchster Vollendung in sich enthält.

### Die Problematik von Aussagen über Gott
Die Begrenztheit seiner Analyse der Gesamtwirklichkeit räumt Eriugena ein, indem er seinen Feststellungen nicht den Charakter von Wahrheit schlechthin zuschreibt, sondern denjenigen korrekter, aber unvollständiger Darstellung der Wahrheit. Dies erläutert er zunächst anhand der Eingrenzung der Geltung von Aussagen über Gott als Schöpfer, die er im ersten der fünf Bücher von Periphyseon behandelt. Begriffe wie „gut“, die in der Bibel zur Charakterisierung Gottes verwendet werden, dürfen nach Eriugenas Überzeugung nur in Aussagen über wahrnehmbare Wirklichkeit wörtlich verstanden werden, in Aussagen über Gott ist ihre Bedeutung stets eine übertragene. Eine Aussage wie „Gott ist gut“ wird zunächst darum gemacht, weil Gott die Ursache des Vorhandenseins dieser Eigenschaft in den von ihm geschaffenen Dingen ist und eine Beschaffenheit, welche die Ursache dem Verursachten verliehen hat, auch der Ursache selbst zuzusprechen ist. Unter diesem Gesichtspunkt ist die Aussage „Gott ist gut“ legitim. Aber in einem zweiten Schritt wird sie im Sinne der negativen Theologie, die alle Eigenschaftszuweisungen an Gott als unzulänglich verwirft, verneint. Damit gelangt man zur Feststellung „Gott ist nicht gut“, das heißt: die Eigenschaft „gut“ kommt ihm nicht in dem Sinne zu, in dem dieser Begriff zur Beschreibung von Geschaffenem verwendet wird. Sie kennzeichnet nämlich nicht sein Sein in der Weise, wie sie das Sein des von ihm Verursachten kennzeichnet. Im dritten Schritt kehrt man zur positiven Aussage zurück, indem diese erweitert und damit der Anstoß beseitigt wird: „Gott ist mehr als gut“. Da das „mehr als“ nicht näher bestimmt wird, stellt der Satz ein bestimmtes Nichtwissen fest. Gott ist nicht im eigentlichen Sinn (proprie) Gutheit, weil Gutheit die Verneinung ihres Gegenteils bedeutet, Gott jedoch sich jenseits aller Gegensätze und damit auch des Gegensatzes von Gut und Böse befindet. Nur im übertragenen Sinn (translative) kann Gutheit von ihm ausgesagt werden. Eriugena will zeigen, dass keine der zehn Kategorien des Aristoteles in ihrer eigentlichen Bedeutung auf Gott anwendbar ist, auch nicht die des Handelns, obwohl die Bibel von Gottes Handeln spricht.

### Die Welt als Selbstoffenbarung Gottes
Neben der biblischen Offenbarung nimmt Eriugena außerbiblische Selbstkundgebungen Gottes an. Ein geschaffenes Einzelding gibt unter den jeweiligen Umständen, unter denen ein Mensch auf es aufmerksam wird, seine Entstehungsgründe (primordiales causae) zu erkennen. Der Betrachter nimmt das Objekt als einzelne Erscheinungsform einer bestimmten Vollkommenheit wahr, beispielsweise indem sich das Gutsein schlechthin oder Lebendigsein schlechthin darin äußert. Im Sinne der platonischen Ideenlehre sind die Einzeldinge Erzeugnisse der vollkommenen Ideen oder, wie Eriugena es ausdrückt, der Vollkommenheiten. Somit können aus den Einzeldingen die einzelnen Vollkommenheiten als deren Entstehungsgründe erschlossen werden. In Gott sind alle Vollkommenheiten vereint und von ihm gehen sie aus. So verweisen die Wahrnehmungsobjekte auf Gott als den Urheber aller in ihnen hervortretenden Vollkommenheiten.
Während die Einzeldinge durch ihre Beschaffenheit auf die Existenz der einzelnen Vollkommenheiten hinweisen, ergibt sich die Existenz Gottes aus den ewigen Gesetzmäßigkeiten (rationes aeternae), welche die Grundlage für die Identität der Einzeldinge in Raum und Zeit bilden und deren Zusammenwirken regeln. Die Erkenntnis dieser Gesetzmäßigkeiten verhilft dem Philosophen zur Einsicht in die Notwendigkeit, einen göttlichen Urheber anzunehmen.
Die Unergründlichkeit Gottes, die von der negativen Theologie thematisiert wird, bezieht sich auf ihn nicht nur hinsichtlich seiner Transzendenz, sondern auch hinsichtlich seiner Immanenz. So wie Gott in sich selbst von keinem Intellekt verstanden wird, „so ist er auch dann unbegreiflich, wenn er im Verborgensten der von ihm geschaffenen und in ihm existierenden Kreatur betrachtet wird.“ Menschliche Erkenntnis, die auf Bestimmungen im Rahmen der aristotelischen Kategorien beruht, bezieht sich auf unterschiedliche Aspekte der Existenz der Dinge (quia est), nicht auf deren Essenz (quid est). Somit gehört nicht nur Gottes transzendente Natur, sondern auch das Wesen der Dinge in den Bereich des aus menschlicher Sicht Nichtseienden.

### Der Weg des Menschen
Aus der Annahme einer Selbstoffenbarung Gottes durch die Schöpfung zieht Eriugena Konsequenzen für die Ethik. Er versteht die auf solchem Weg erfolgende Mitteilung Gottes als eine Aufforderung an den Betrachter der Vollkommenheiten, seine eigene Lebensführung so zu gestalten, dass sich die wahrgenommenen Vollkommenheiten auch in ihm selbst zeigen können. Indem sich der Mensch die Vollkommenheiten, die er in den Dingen wahrnimmt, aneignet, so dass sie zu Aspekten seines eigenen Charakters werden, macht er einen Reinigungsprozess durch. Durch diese Entwicklung intensiviert sich die Gotteserkenntnis. Man erlangt die Befähigung, sich in jeder Lage situationsgerecht so zu verhalten, dass dabei die von den jeweiligen Umständen erforderte Vollkommenheit hervortritt. Wer über das dafür nötige Wissen verfügt und es so verinnerlicht hat, dass er es umsetzen kann, der wird damit ein „zweiter Gott“ (alter deus). Im Vollzug des Erkennens wird der Erkennende zu dem, was er erkennt; daher wird der Mensch, der zur vollkommenen Gotteserkenntnis gelangt, vergöttlicht.
Die Vergottung bezieht Eriugena nicht nur auf die Seele, sondern auch auf den Leib. Damit meint er jedoch nicht den stofflichen, mit dem Tod zerfallenden Körper, sondern einen geistigen Leib. Aus seiner Sicht ist dieser geistige Leib, welcher der Seele innewohnt, die Ursache, die der Bildung und Entwicklung des stofflichen Körpers zugrunde liegt.
Das künftige Dasein im Jenseits betrachtet Eriugena somit im Einklang mit der kirchlichen Tradition als ein sowohl seelisches als auch leibliches. Die künftigen geistigen Leiber unterscheiden sich aber nach seiner Lehre fundamental von den materiellen irdischen, da sie keine Differenzierung nach Geschlechtern aufweisen. Gott hatte den Menschen ursprünglich so wie den Engel geschlechtslos konzipiert. Eigentlich musste der Mensch nicht wie die Tiere der Notwendigkeit einer geschlechtlichen Fortpflanzung unterworfen werden. Nur wegen des Sündenfalls, durch den der Mensch auf eine tierische Daseinsebene herabsank, stattete Gott ihn mit den Merkmalen und Organen der Geschlechtlichkeit aus, denn die Sexualität wurde für ein leidvolles irdisches Dasein benötigt. Der physische Körper ist somit eine Hinzufügung (adiectum, superadditum) und kein Bestandteil der eigentlichen Menschennatur (natura humana). Diese Konzession an die Sündhaftigkeit soll nach dem Ende des materiellen Körpers rückgängig gemacht werden. Mit seiner Deutung der Geschlechterdifferenzierung als Folge des Sündenfalls weicht Eriugena unbekümmert von der chronologischen Reihenfolge im biblischen Bericht ab, da ihm seine Version unter logischem Gesichtspunkt stimmiger erscheint. Die zeitliche Reihenfolge ist für ihn ohnehin irrelevant, denn er behauptet, zwischen der Erschaffung Adams und dem Sündenfall könne keine Zeit vergangen sein, vielmehr müsse der Mensch schon im Moment seiner Erschaffung gesündigt und den Fall erlebt haben. Nur wegen seiner von Anfang an bestehenden Sündhaftigkeit sei er als Geschlechtswesen erschaffen worden. Gott habe die raumzeitliche Welt nur deswegen geschaffen, weil er die Sünde vorhersah und dem Menschen eine Gelegenheit bieten wollte, die Abwendung von Gott zu vollziehen. Auf die Frage nach dem Ursprung der Sünde geht Eriugena nicht ein.
Eriugena nimmt an, dass dem stufenweisen Hervorgang der mannigfaltigen Welt aus der einfachen Gottheit eine Gegenbewegung entspricht, in der alle einzelnen Bestandteile der Schöpfung zu ihrem Ursprung zurückkehren. Für die materiellen Dinge bedeutet die Rückkehr in ihre immateriellen Ursachen Auflösung. Für die vernunftbegabten Wesen (Engel und Menschen) handelt es sich um Rückkehr zur Vollendung ihrer Natur. Obwohl die vollendete menschliche Natur für alle Menschen ein und dieselbe ist, bleibt die Individualität im Jenseits erhalten. Dafür benötigt Eriugena ein immaterielles Individuationsprinzip, auf dem dort die Unterschiedlichkeit der Individuen beruht, doch äußert er sich nicht klar darüber, worin dieses Prinzip bestehen soll.

### Das Denken als Sein
In der Ontologie wendet sich Eriugena gegen die Vergegenständlichung des Substanzbegriffs. Nachdem er schon im Prädestinationsgutachten die Hölle nicht als Aufenthaltsort der Verdammten, sondern als subjektiven Bewusstseinszustand gedeutet hat, bekämpft er in Periphyseon die Vorstellung, Körperdinge seien Substanzen. Er erklärt, die Substanz sei ebenso wie alle anderen Kategorien kein Gegenstand der sinnlichen Wahrnehmung. Überdies lehnt er die Ansicht ab, es gebe ontologisch autarke Dinge, und gibt die Vorstellung eines extramentalen (außerhalb des Denkens gegebenen) Seins auf. Solches Sein betrachtet er als Schein; das wahre Sein ist für ihn im Denken, und das menschliche Denken ist die Substanz dessen, was es denkt. Im physischen Leib des Menschen sieht er eine von der Sinneswahrnehmung erzeugte Illusion, somit ein Produkt des menschlichen Geistes.
In diesem Sinne hält er auch das Paradies für einen Zustand (die vollendete menschliche Natur) und nicht für einen Ort, zumal er Örtlichkeit, Zeitlichkeit und Körperlichkeit ohnehin keine eigenständige Realität außerhalb des Geistes (animus) zubilligt. Die vier Flüsse im biblischen Paradies (Gen 2,10–14 ) sind für ihn nichts anderes als die vier Kardinaltugenden, die der Quelle der göttlichen Weisheit entspringen. Adam steht allegorisch für den Geist, Eva für die Sinne.
In Opposition zur herkömmlichen Beziehungslehre der aristotelischen Schulphilosophie, die von den Aristoteles-Kommentaren des Boethius ausging, erklärte er, die Relation könne nicht nur akzidentell, sondern auch Substanz sein. Damit wertet er die Relation unter den Kategorien auf.

### Die Pantheismusfrage
Eriugenas Hauptwerk Periphyseon enthält Sätze, die im Sinne des Pantheismus (oder genauer des Panentheismus) gedeutet werden können. So schreibt er, Gott sei das Wesen aller Dinge (essentia omnium). Er erklärt ausdrücklich, man dürfe Gott und die Schöpfung nicht als zwei voneinander Unterschiedene verstehen, sondern als ein und dasselbe; „denn sowohl bestehen die Geschöpfe in Gott, wie zugleich Gott in der Schöpfung [...] geschaffen wird und darin sich selbst bekundet“; „Gott ist alles, was wirklich ist, denn er selbst schafft alle Dinge und wird in allen erschaffen.“ Unter dem Aspekt seiner transzendenten Natur ist Gott für Eriugena auch das Nichts, aus dem er der Bibel zufolge die Welt geschaffen hat. Andererseits gibt es aber auch Stellen, wo Eriugena sich gegen eine pantheistische Deutung seiner Lehre verwahrt. Er meint, das Geschaffene sei nur in bestimmter Hinsicht im Schöpfer, nämlich indem es als Verursachtes in seiner Ursache Bestand habe (causaliter); in anderer Hinsicht bestehe eine Differenz zwischen Schöpfer und Schöpfung, nämlich insoweit das Geschaffene Erscheinung Gottes sei. Gott gehe dem Universum nicht zeitlich voraus. Es habe keine Zeit vor der Erschaffung der Welt gegeben, denn sonst wäre die Erschaffung akzidentell; Gottes Wirken könne jedoch keinesfalls akzidentell sein. Daher fasst Eriugena den Begriff „Ewigkeit“ nicht zeitlich auf.

## Rezeption
Der Gelehrte Heiric von Auxerre, ein jüngerer Zeitgenosse (nicht Schüler) Eriugenas, übernahm von ihm wichtige Begriffe, insbesondere den Naturbegriff.
Mit einzelnen Lehraussagen und auch mit seinen methodischen Grundsätzen stieß Eriugena in der Kirche auf energischen Widerspruch. Seine zeitgenössischen Gegner meinten, es sei unangemessen, Entscheidungen über Glaubensfragen mit Verstandesurteilen nach dem Kriterium logischer Stimmigkeit zu fällen. Sie empörten sich darüber, dass er die Beweisführung nicht auf Bibelzitate und patristische Autoritäten stütze und die Heilsgeschichte auf subjektives Erleben reduziere. Bischof Prudentius von Troyes und der Erzdiakon Florus von Lyon verfassten umfangreiche Gegenschriften. Die kirchlichen Verurteilungen einzelner Inhalte des Prädestinationsgutachtens und der neuen Methode in den Jahren 855 und 859 verhinderten eine breite Rezeption der Ansichten und der exegetischen Vorgehensweise des irischen Gelehrten.
Der englische Geschichtsschreiber Wilhelm von Malmesbury (12. Jahrhundert) erzählt eine Legende, wonach Eriugena auf Einladung König Alfreds des Großen nach England auswanderte und dann in der Abtei Malmesbury lebte und lehrte. Dort sei er von seinen eigenen Schülern mit den Schreibgriffeln ermordet worden. Wilhelm ließ in seinem Kloster eine Fassung von Periphyseon herstellen, für die verschiedene Handschriften dieses Werks herangezogen wurden.
Um 1125/1130 stellte der theologische Schriftsteller Honorius Augustodunensis, der stark von Eriugenas Ideen beeinflusst war, einen Auszug aus Periphyseon zusammen, dem er den Titel Clavis physicae gab.
Die Amalrikaner, die im Jahr 1210 als häretisch verurteilte Gruppe der Anhänger des Gelehrten Amalrich von Bena, vertraten theologische Ansichten, die teils den Ideen Eriugenas ähnlich waren. Inwieweit sie tatsächlich von ihm beeinflusst waren, ist allerdings unklar. Im Spätmittelalter wurde die Entstehung der amalrikanischen Häresie dem Einfluss des Iren angelastet. Der Urheber der Behauptung eines solchen Traditionszusammenhangs war der einflussreiche Theologe Odo von Châteauroux († 1273), der nachdrücklich für die Verdammung der Lehren Eriugenas eintrat. Schon im frühen 13. Jahrhundert – vielleicht um 1223/1224 – war Periphyseon in Frankreich auf einer Provinzialsynode der Kirchenprovinz von Sens verurteilt worden. 1225 hatte Papst Honorius III. in Briefen an die französischen und die englischen Bischöfe die Verbrennung aller Exemplare des Werks angeordnet, da der Inhalt glaubenswidrig sei.
Über die sehr populäre Clavis physicae des Honorius Augustodunensis gelangte Gedankengut Eriugenas zu Meister Eckhart und Berthold von Moosburg. Wegen der kirchlichen Verurteilung konnten sich die Lehren des irischen Philosophen im Spätmittelalter nur auf diesem indirekten Weg verbreiten.
Sehr beliebt war im Mittelalter Eriugenas Homilie über den Johannes-Prolog. Sie wurde allerdings nicht unter dem Namen ihres wirklichen Verfassers verbreitet, sondern Origenes oder Johannes Chrysostomos zugeschrieben. Auch die Übersetzungen der Schriften des Pseudo-Dionysius wurden bis ins Spätmittelalter verwendet; noch im 15. Jahrhundert legte sie der prominente theologische Schriftsteller Dionysius der Kartäuser seinem Kommentar zum Corpus Dionysiacum zugrunde.
Nikolaus von Kues kannte nicht nur die Clavis physicae, sondern auch Periphyseon; Randbemerkungen in seinem Exemplar dieses Werks bezeugen, dass er zumindest das erste Buch gründlich durchgearbeitet hat. Er war der Meinung, beide Schriften sollten nicht allgemein zugänglich sein, sondern verständigen Lesern vorbehalten bleiben.
Das Prädestinationsgutachten wurde 1650 erstmals gedruckt; es fand in Zusammenhang mit dem damaligen Konflikt um den Jansenismus Beachtung. Die erste Ausgabe von Periphyseon, besorgt von Thomas Gale, erschien erst 1681. Sie wurde 1684 von der katholischen Kirche auf den Index der verbotenen Bücher gesetzt, in dem sie noch im 20. Jahrhundert aufgeführt wurde.
In der Moderne fand Eriugenas Denkweise Zustimmung bei Hegel, der in ihm einen Geistesverwandten sah. Allerdings kannte Hegel Eriugenas Philosophie nicht durch eigene Lektüre von Originaltexten, sondern nur aus sekundären Quellen. Auch Schopenhauer schätzte ihn. Im 19. und frühen 20. Jahrhundert betrachtete man ihn – kritisierend oder zustimmend – oft als Pantheisten.
In der zweiten Hälfte des 20. Jahrhunderts hat das Interesse an Eriugena stark zugenommen. Die „Society for the Promotion of Eriugenian Studies“ (SPES) veranstaltet seit ihrer Gründung (1970) internationale Colloquien, deren Vorträge publiziert werden. Seit 1992 erscheint auch ein jährliches Bulletin: Eriugena. The Annual Bulletin of SPES.
Hinsichtlich der Bewertung von Eriugenas philosophischer Leistung gehen die Ansichten weit auseinander. Das Spektrum der Meinungen reicht von Gangolf Schrimpf, der in dem irischen Gelehrten einen bedeutenden Pionier des wissenschaftlichen Denkens sieht, bis John Marenbon, für den Periphyseon eine Masse von heterogenen, unzureichend verarbeiteten und teils widersprüchlichen Ideen unterschiedlicher Herkunft ist (allerdings schätzt Marenbon Eriugenas Beitrag zur Kategorienlehre). Verbreitet ist die Einschätzung, Eriugena sei der originellste westliche Denker in der Zeit zwischen der Spätantike und Anselm von Canterbury (11. Jahrhundert) gewesen.

## Textausgaben (teilweise mit Übersetzungen)
Periphyseon
- Édouard Jeauneau (Hrsg.): Iohannis Scotti seu Eriugenae Periphyseon. Brepols, Turnhout 1996–2003
  - Liber primus (= Corpus Christianorum. Continuatio Mediaevalis. Bd. 161), 1996, ISBN 2-503-04281-3
  - Liber secundus (= Corpus Christianorum. Continuatio Mediaevalis. Bd. 162), 1997, ISBN 2-503-04621-5
  - Liber tertius (= Corpus Christianorum. Continuatio Mediaevalis. Bd. 163), 1999, ISBN 2-503-04631-2
  - Liber quartus (= Corpus Christianorum. Continuatio Mediaevalis. Bd. 164), 2000, ISBN 2-503-04641-X
  - Liber quintus (= Corpus Christianorum. Continuatio Mediaevalis. Bd. 165), 2003, ISBN 2-503-04651-7
- Inglis P. Sheldon-Williams (Hrsg.): Iohannis Scotti Eriugenae Periphyseon (De Divisione Naturae) (= Scriptores Latini Hiberniae. Bd. 7, 9, 11). 3 Bände, Dublin Institute for Advanced Studies, Dublin 1972–1981 (Bücher I–III von Periphyseon; als Edition überholt, aber mit guter englischer Übersetzung)
- Édouard Jeauneau (Hrsg.): Iohannis Scotti Eriugenae Periphyseon, Liber quartus (= Scriptores Latini Hiberniae. Bd. 13). Dublin Institute for Advanced Studies, Dublin 1995, ISBN 1-85500-175-6 (als Edition überholt, aber mit guter englischer Übersetzung von John J. O’Meara)

Exegetische und homiletische Werke
- Édouard Jeauneau (Hrsg.): Iohannis Scotti Eriugenae homilia super 'In principio erat verbum' et commentarius in evangelium Iohannis (= Corpus Christianorum. Continuatio Mediaevalis. Bd. 166). Brepols, Turnhout 2008, ISBN 978-2-503-52914-1
- Édouard Jeauneau (Hrsg.): Jean Scot: Commentaire sur l'évangile de Jean. Éditions du Cerf, Paris 1972 (als Edition überholt, aber mit französischer Übersetzung)
- John J. Contreni, Pádraig P. Ó Néill (Hrsg.): Glossae divinae historiae. The Biblical Glosses of John Scottus Eriugena. Sismel: Edizioni del Galluzzo, Firenze 1997, ISBN 88-87027-04-8

Lateinische Übersetzungen aus dem Griechischen
- Philippe Chevallier (Hrsg.): Dionysiaca. 2 Bände, Paris 1937–1950 (enthält eine unkritische Edition von Eriugenas Übersetzung des Corpus Dionysiacum)
- Édouard Jeauneau (Hrsg.): Maximi Confessoris Ambigua ad Iohannem iuxta Iohannis Scotti Eriugenae latinam interpretationem (= Corpus Christianorum. Series Graeca. Bd. 18). Brepols, Turnhout 1988, ISBN 978-2-503-40181-2
- Carl Laga, Carlos Steel (Hrsg.): Maximi Confessoris Quaestiones ad Thalassium (= Corpus Christianorum. Series Graeca. Bd. 7, 22). 2 Bände, Brepols, Turnhout 1980 und 1990, ISBN 978-2-503-40071-6 und ISBN 978-2-503-40221-5 (kritische Ausgabe des griechischen Textes und der lateinischen Übersetzung Eriugenas)
- Maïeul Cappuyns (Hrsg.): Le "De imagine" de Grégoire de Nysse traduit par Jean Scot Érigène. In: Recherches de théologie ancienne et médiévale 32, 1965, S. 205–262
- Chiara O. Tommasi, G. Mandolino (Hrsg.): Iohannis Scotti Eriugenae De imagine (= Corpus Christianorum. Continuatio Medieaevalis. Bd. 167). Brepols, Turnhout 2020, ISBN 978-2-503-55174-6

Gedichte
- Michael W. Herren (Hrsg.): Iohannis Scotti Eriugenae carmina (= Scriptores Latini Hiberniae. Bd. 12). Dublin Institute for Advanced Studies, Dublin 1993, ISBN 1-85500-162-4 (lateinische und griechische Gedichte mit englischer Übersetzung)
- Michael W. Herren, Andrew Dunning (Hrsg.): Iohannis Scotti Eriugenae carmina (= Corpus Christianorum. Continuatio Medieaevalis. Bd. 167). Brepols, Turnhout 2020, ISBN 978-2-503-55174-6

Sonstige Werke
- Goulven Madec (Hrsg.): Iohannis Scotti de divina praedestinatione liber (= Corpus Christianorum. Continuatio Mediaevalis. Bd. 50). Brepols, Turnhout 1978, ISBN 978-2-503-03501-7
- Cora E. Lutz (Hrsg.): Iohannis Scotti annotationes in Marcianum. Mediaeval Academy of America, Cambridge (Mass.) 1939 (Digitalisat (Memento vom 2. April 2012 im Internet Archive))
- Jeanne Barbet (Hrsg.): Iohannis Scoti Eriugenae expositiones in ierarchiam coelestem (= Corpus Christianorum. Continuatio Mediaevalis. Bd. 31). Brepols, Turnhout 1975, ISBN 978-2-503-03311-2
- Ernst Dümmler (Hrsg.): Iohannes (Scottus): Epistolae. In: Monumenta Germaniae Historica. Epistolae. Bd. 6 (= Epistolae Karolini aevi Bd. 4). Weidmannsche Verlagsbuchhandlung, Berlin 1902–1925, S. 158–162 (online)
- Anneli Luhtala (Hrsg.): Early Medieval Commentary on Priscian's Institutiones grammaticae. In: Cahiers de l'Institut du Moyen-Age Grec et Latin. Bd. 71, Kopenhagen 2000, S. 115–188 (kritische Edition von Auszügen aus dem Priscian-Kommentar)

## Übersetzungen
- Johannes Scotus Eriugena: Der Prolog des Johannes-Evangeliums. Homelia in Prologum S. Evangelii Secundum Joannem, übersetzt von Wolf-Ulrich Klünker, Freies Geistesleben, Stuttgart 1988, ISBN 3-7725-0826-X (erste deutsche Übersetzung aus dem Lateinischen)
- Johannes Scotus Eriugena: Die Stimme des Adlers. Homilie zum Prolog des Johannesevangeliums, übersetzt von Christopher Bamford und Martin van Ditzhuyzen, Chalice, Zürich 2006, ISBN 978-3-905272-86-4 (deutsche Übersetzung auf der Grundlage einer englischen Übersetzung)
- Johannes Scotus Eriugena: Über die Einteilung der Natur, übersetzt von Ludwig Noack, 3. Auflage, Meiner, Hamburg 1994, ISBN 3-7873-1176-9 (unveränderter Nachdruck der ersten Auflage von 1870; Faksimiles)
- Johannes Scotus Eriugena: Periphyseon. De Divisione naturae. Erste deutsche Übersetzung von Hans Günter Zekl. Königshausen & Neumann, Würzburg 2016, ISBN 978-3-8260-5953-7

- John Scottus Eriugena: Treatise on Divine Predestination, übersetzt von Mary Brennan, University of Notre Dame Press, Notre Dame (Indiana) 1998, ISBN 978-0-268-04221-9
- Giovanni Scoto Eriugena: ‘Omelia’ e ‘Commento’ sul vangelo di Giovanni, übersetzt von Giovanni Mandolino, Brepols, Turnhout 2018, ISBN 978-2-503-57969-6